# Bystry (Tsjoekotka)
Bystry (Russisch: Быстрый; "snel") is een voormalige mijnwerkersplaats (posjolok) in het zuidoosten van het district Tsjaoenski in het noordwesten van de Russische autonome okroeg Tsjoekotka. De plaats lag aan de voet van het Itsjoevejemgebergte, aan noordzijde van de rivier Itsjoevejem, bij de instroom van het gelijknamige riviertje Bystry, op iets ten noordwesten van de eveneens gesloten mijnwerkersplaats Komsomolski.
De plaats lag aan de onverharde autoweg van Pevek (120 km) naar Bilibino, op de plek waar een weg afsplitst naar het zuidwestelijker gelegen opgeheven plaatsje Paljana. Bystry werd opgeheven in 1998 per decreet van de Russische regering als onderdeel van een project voor de "maatschappelijke bescherming van de bevolking van de opgeheven goudwinningsplaatsen in de okroeg Tsjoekotka".
In de plaats bevonden zich onder andere een school en een kassencomplex.
Bestuurlijk centrum: Pevek

Ajon · Apapelgino(†) · Baranicha(†) · Bystry(†) · Janranaj · Joezjny(†) · Komsomolski(†) · Krasnoarmejski(†) · Rytkoetsji · Valkoemej(†) · Zapadny(†)